# Antidote (Chick Corea)
Antidote è un album in studio di Chick Corea e The Spanish Heart Band. L'album ha ricevuto un Grammy Award come miglior album di jazz latino alla 62ª edizione dei Grammy Awards.
L'album contiene versioni riarrangiate di brani degli album My Spanish Heart e Touchstone di Corea insieme a due brani appena scritti (Antidote, e Admiration) e tre brani di altri compositori, tra cui Zyryab di Paco de Lucia. Le sessioni di registrazione sono state filmate da una troupe per un film, prodotto dalla Chiesa di Scientology, "Chick Corea: In The Mind of a Master".

## Tracce
1. Antidote – 9:14
2. Duende – 10:13
3. The Yellow Nimbus Part 1 – 5:47
4. The Yellow Nimbus Part 2 – 5:57
5. Prelude To My Spanish Heart – 1:11
6. My Spanish Heart – 6:57
7. Armando’s Rhumba – 8:02
8. Desafinado – 5:03
9. Zyryab – 11:55
10. Pas de Deux – 1:40
11. Admiration – 8:27